# Guinglo-Tahouaké
Guinglo-Tahouaké  è una città e sottoprefettura della Costa d'Avorio appartenente al dipartimento di Bangolo. Conta una popolazione di 36 368 abitanti (censimento 2014).